# Миролюбов, Александр Георгиевич
Александр Георгиевич Миролюбов (30 августа 1905 — 13 августа 1983) — советский военный деятель, генерал-майор артиллерии, участник советско-финской, Великой Отечественной и советско-японской войн.

## Биография
Александр Георгиевич Миролюбов родился 30 августа 1905 года на хуторе Вторые Пологи (ныне — Хорольский район Полтавской области Украины). В 1924 году был призван на службу в Рабоче-Крестьянскую Красную Армию. В 1930 году окончил Киевскую артиллерийскую школу, в 1931 году — Московскую артиллерийскую школу имени Л. Б. Красина, в 1933 году — курсы усовершенствования командного состава зенитной артиллерии в Севастополе. Служил в различных артиллерийских частях, пройдя путь от рядового красноармейца до помощника по строевой части командира артиллерийского полка. Участвовал в советско-финской войне, будучи командиром 236-го отдельного зенитно-артиллерийского дивизиона. С июля 1940 года — на службе в Военно-морском флоте СССР, служил на Военно-морской базе Ханко, а в октябре того же года стал начальника штаба 3-го отдельного зенитно-артиллерийского полка, дислоцировавшегося в Таллине. В этой должности Миролюбов встретил начало Великой Отечественной войны.
Принимал активное участие в обороне Таллина, руководя действиями маневренных групп, прикрывающих боевые порядки полка. Осуществлял оперативное руководство приданными зенитными полками, подавлявшими скопления вражеских войск на подступах к городу. После ухода советских частей и Таллина в Ленинград занял должность командира-оператора Управления артиллерии Кронштадтской военно-морской крепости. В августе 1942 года возглавил противовоздушную оборону Волжской военной флотилии. В условиях интенсивных налётов на Волгу вражеской авиации сумел создать чёткую и гибкую организацию ПВО, отработать и ввести в действие такого нового типа боевого корабля, как корабль ПВО. Его усилиями вражеские лётчики были вынуждены сбрасывать мины с высоты 1000—1500 метров, из-за чего точность их попаданий намного снизилась. Таким образом, при активном участии Миролюбова была обеспечена главная задача флотилии — обеспечение нефтеперевозок по Волге.
В апреле 1944 года стал начальником противовоздушной обороны Амурской военной флотилии. В этой должности участвовал в советско-японской войне. В преддверии начала боевых действий на Дальнем Востоке провёл большую работу, что позволило ему выполнить все задания командования по борьбе с вражеской авиацией.
После окончания войны продолжал службу в Военно-морском флоте СССР. В 1954 году окончил авиационное отделение военно-морского факультета Высшей военной академии имени К. Е. Ворошилова. В 1954—1957 годах находился в специальной командировке в Китае, был советником начальника Управления ПВО китайских военно-морских сил. По возвращении в СССР служил помощником по строевой части командующего Балтийским флотом. В апреле 1961 года был уволен в запас. Умер 13 августа 1983 года, похоронен на Богословском кладбище Санкт-Петербурга.

## Награды
- Орден Ленина (20 июня 1949 года);
- 3 ордена Красного Знамени (3 ноября 1944 года, 23 августа 1945 года, 26 февраля 1953 года);
- Орден Отечественной войны 1-й степени (16 сентября 1943 года);
- Медали «За боевые заслуги», «За оборону Ленинграда» и другие медали.